# Inocêncio Francisco da Silva
Inocêncio Francisco da Silva (Mercês (Lisboa), 28 de setembro de 1810 – São Mamede (Lisboa), 27 de junho de 1876), muitas vezes referido por Innocencio (como o seu nome próprio era escrito na época), foi o mais destacado bibliógrafo lusófono, reunindo toda a informação disponível sobre autores de língua portuguesa até meados do século XIX. É autor do monumental Dicionário Bibliográfico Português, continuado após a sua morte por outros.

## Biografia
Inocêncio Francisco da Silva nasceu em Lisboa, na freguesia das Mercês, em 28 de setembro de 1810. Oriundo de uma família de fracos recursos económicos, era filho de Inocêncio Francisco da Silva e de Francisca Henriques. Ficou órfão de mãe ainda jovem.
Teve como habilitações literárias formais o Curso de Comércio e o de Matemática. Os seus conhecimentos em línguas e humanidades adquiriu-os como autodidacta, enquanto desempenhava as funções de amanuense.
Lutou nas Guerra civil Portuguesa ao lado do Duque da Terceira.
Terá depois explanado as suas ideias de esquerda liberal ao se fazer membro da Sociedade Patriótica Lisbonense, em 1835, da qual foi secretário.
Reconhecida a sua probidade intelectual e saber como bibliógrafo, foi encarregado de organizar o Dicionário Bibliográfico Português, obra monumental que foi continuada por Brito Aranha, seu testamentário, que lhe acrescentou vários volumes.
Foi membro da Academia de Ciências de Lisboa.
E, em 28 de Julho de 1861, foi um dos sócios fundadores da Comissão Central 1.º de Dezembro de 1640.
O Dicionário Bibliográfico Português de Inocêncio, muitas vezes referido apenas pelo Dicionário de Inocêncio, é constituído por 23 volumes e completado por um Guia Bibliográfico de Ernesto Soares e um Aditamento de Martinho da Fonseca.
Colaborou no jornal O Panorama (1837-1868) e na Revista Contemporânea de Portugal e Brasil  (1859-1865).
Faleceu em Lisboa, na Rua de São Filipe Nery, 26, na freguesia de São Mamede, que hoje ostenta uma lápide comemorativa. Ficaram célebres as suas últimas palavras: Adeus. Acabou o martírio! Tinha 65 anos. Nunca se casou mas deixou filhos. Foi sepultado no Cemitério dos Prazeres.

## Obras
- Discurso e relatório pronunciados na sessão solene do aniversário da instalação da Sociedade patriótica Lisbonense no dia 9 de Março de 1837, Typ. de José B. Morando, Lisboa, 1837;
- Chrestomathia portugueza offerecida à mocidade estudiosa, Typ de José Manuel Mendes, Lisboa, 1850;
- Diccionário bibliographico portuguez: estudos de Innocêncio Francisco da Silva aplicáveis a Portugal e ao Brazil, 23 volumes, Imprensa Nacional, 1858-1958;
- O Senhor Joaquim Lopes Carreira de Mello e o Diccionário Bibliographico Portuguez, Typ. do Futuro, Lisboa, 1860;
- Carta apologetica do autor do «Diccionário bibliographico Portuguez» escripta a um amigo que do Brazil o incentivava à prompta conclusão do seu trabalho, a qual servirá egualmente de resposta a outras no mesmo sentido, prevenindo as increpações que possam ser-lhe dirigidas de futuro, Typ do Panorama, Lisboa, 1866;
- Apontamentos biographicos acerca de D. Luiz Francisco de Assis Sanches de Baena, Typ. da Academia Real de Sciências, Lisboa, 1869;
- João Sanches de Baena: mais um nome para ser inscrito no Catalogo dos Restauradores da Independência de Portugal em 1640, Typ. Universal, 1874;